# Ario (Messico)
Ario è una municipalità dello stato di Michoacán, nel Messico centrale, il cui capoluogo è la località di Ario de Rosales.
La municipalità conta 34.848 abitanti (2010) e ha un'estensione di 696,91 km².
Il significato del nome della località luogo dove si decide.